# Take Me to Your Heaven
Take Me to Your Heaven (schwedisch: Tusen och en natt) ist ein Lied der schwedischen Sängerin Charlotte Nilsson. Sie gewann mit dem Lied den Eurovision Song Contest 1999 für ihr Heimatland Schweden.

## Hintergrund
Take Me to Your Heaven ist ein Upbeat-Song über Liebe, in dem die Sängerin ihren Geliebten bittet, sie durch seine Liebe ins Paradies zu bringen. Im offiziellen Musikvideo läuft Charlotte Nilsson durch eine verschneite Landschaft.
Das Lied wurde am 21. Juni 1999 veröffentlicht und von Mikael Wendt produziert.
Am 27. Februar 1999 gewann Charlotte Nilsson das Melodifestivalen 1999, den schwedischen Vorentscheid für den Eurovision Song Contest, mit Tusen och en natt, der schwedischen Version des Liedes. Sie erhielt 217 Punkte, davon 85 von der Jury und 132 von den Zuschauern. Damit wurde sie ausgewählt, ihr Heimatland beim 44. Eurovision Song Contest zu vertreten. Dort bekam sie insgesamt 163 Punkte und gewann vor Island und Deutschland.

## Coverversionen
Das Lied wurde in mehreren anderen Sprachen adaptiert. Eine finnische Version mit dem Titel Totta mutta kumma wurde von dem Sänger Tomi Markkola veröffentlicht. Gerry Hagger veröffentlichte die niederländische Version Breng me naar de hemel. Von Rosanna Rocci wurde die deutsche Version Flieg mit mir zum Himmel gesungen.

## Chartplatzierungen
| ChartsChartplatzierungen     | Höchstplatzierung | Wochen |
| ---------------------------- | ----------------- | ------ |
| Schweden (GLF)               | 2 (19 Wo.)        | 19     |
| Vereinigtes Königreich (OCC) | 20 (4 Wo.)        | 4      |

| ChartsJahrescharts (1999) | Platzierung |
| ------------------------- | ----------- |
| Schweden (GLF)            | 49          |